# Ali Benfadah
Ali Benfadah (en arabe : علي بنفضاح) est un footballeur international algérien devenu ensuite entraîneur, né le 10 janvier 1935 à Zéralda et mort le 2 décembre 1993 à Alger. Il est connu pour avoir joué chez le SC Toulon et le SCO Angers avant de fuguer pour rejoindre l'équipe du FLN de football, et aussi pour avoir entraîné les plus grands club de D1 algérienne.
Il compte 4 sélections en équipe nationale entre 1962 et 1964.

## Biographie
Ali Benfadah nait le 10 janvier 1935 dans la petite banlieue touristique d'Alger, Zéralda. En 1947, à l'âge de douze ans, il commence le football à l'Étoile sportive de Zéralda. Évoluant au poste d'attaquant, il fait, dans ce club, toutes ses classes en tant qu'espoir et junior, avant de rejoindre les seniors en 1953.
En 1955, il quitte l'ES Zéralda pour rejoindre la Gallia d'Alger puis, la saison suivante, rejoint les rangs professionnels en signant au FC Valence, club qu'il quitte très vite pour rejoindre l'Olympique d'Alès, où il rencontre sa future épouse Micheline Bernon, et enfin le SCO Angers en 1959.
À l'appel de l'équipe du FLN de football, Ali répond présent dès le début. Il réussit à rejoindre à Tunis le « onze de l'indépendance », et joue deux saisons avec cette équipe. À l'indépendance de l'Algérie en 1962, Benfedah retourne au SCO Angers avant de prendre la direction du SC Toulon la saison suivante.
Il retourne en 1964 en Algérie comme entraîneur-joueur du Hydra Athletic Club, et décroche le titre de sa division dès la première saison, et de dauphin dans sa deuxième saison. Il s'envole alors vers le Mouloudia d'Alger en 1965, qui est alors à la peine en 2e division. Sous ses ordres, l'équipe remporte le titre de champion du groupe Est et accède ainsi en D1. Il met un terme à sa carrière de joueur en 1967 lorsqu'il s'en va entraîner la JS Kabylie, avec laquelle il réussit l'exploit de monter de la D3, jusqu'au Championnat d'Algérie de football D1 en seulement deux ans.
Il revient en 1969 au Hydra AC en tant qu'entraineur, et la saison suivante, il commence par entraîner l'USM El Harrach, avant de repartir vers le Mouloudia d'Alger, où il gagne la Coupe d'Algérie 1971 et la Coupe du Maghreb des vainqueurs de coupe lors de la même année. il entraine par la suite la JS El Biar, le CR Belouizdad, et devient entre 1974 et 1978 adjoint du sélectionneur de l'équipe d'Algérie de football. Il revient à l'USM El Harrach dès la fin de sa mission en 1978 et y reste jusqu'en 1980 où il rejoint l'USM Alger. Avec cette équipe, il gagne sa seconde Coupe d'Algérie en 1981 et obtient, la saison suivante, l'accession en D1. Il quitte le club en 1982 pour rejoindre le Wydad de Boufarik, avant de retourner entrainer les jeunes catégories.
Il meurt le 2 décembre 1993 dans l'hôpital Mustapha Bacha d'Alger.

## Palmarès
- Champion de France de division 2 en 1957 avec Alès.

- Championnat d'Algérie de football D3 en 1968 avec la JS Kabylie.
- Championnat d'Algérie de football D2 en 1969 avec la JS Kabylie.
- Coupe d'Algérie de football en 1971 avec le MC Alger.
- Coupe du Maghreb des vainqueurs de coupe en 1972 avec le MC Alger.
- Championnat d'Algérie de football en 1972 avec le MC Alger.
- Coupe d'Algérie de football en 1981 avec l'USM Alger.
- Championnat d'Algérie de football D2 en 1981 avec l'USM Alger.
- Finaliste de la Supercoupe d'Algérie en 1981 avec l'USM Alger.